# Hexahydromethylphthalsäureanhydrid
Hexahydromethylphthalsäureanhydrid ist eine chemische Verbindung aus der Gruppe der Carbonsäureanhydride.

## Gewinnung und Darstellung
Hexahydromethylphthalsäureanhydrid kann durch Hydrieren von Methyltetrahydrophthalsäureanhydrid gewonnen werden.

## Eigenschaften
Hexahydromethylphthalsäureanhydrid ist eine brennbare, schwer entzündbare, viskose, farblose Flüssigkeit, die in Wasser hydrolysiert.

## Verwendung
Hexahydromethylphthalsäureanhydrid wird als Härter für Epoxidharze und Rohstoff für Haftharze verwendet.

## Gefahrenbewertung
Hexahydromethylphthalsäureanhydrid wurde von der ECHA aufgrund seiner atemwegsensibilisierenden Eigenschaften auf die Kandidatenliste der besonders besorgniserregenden Stoffe gesetzt.